# Kreis Meseritz

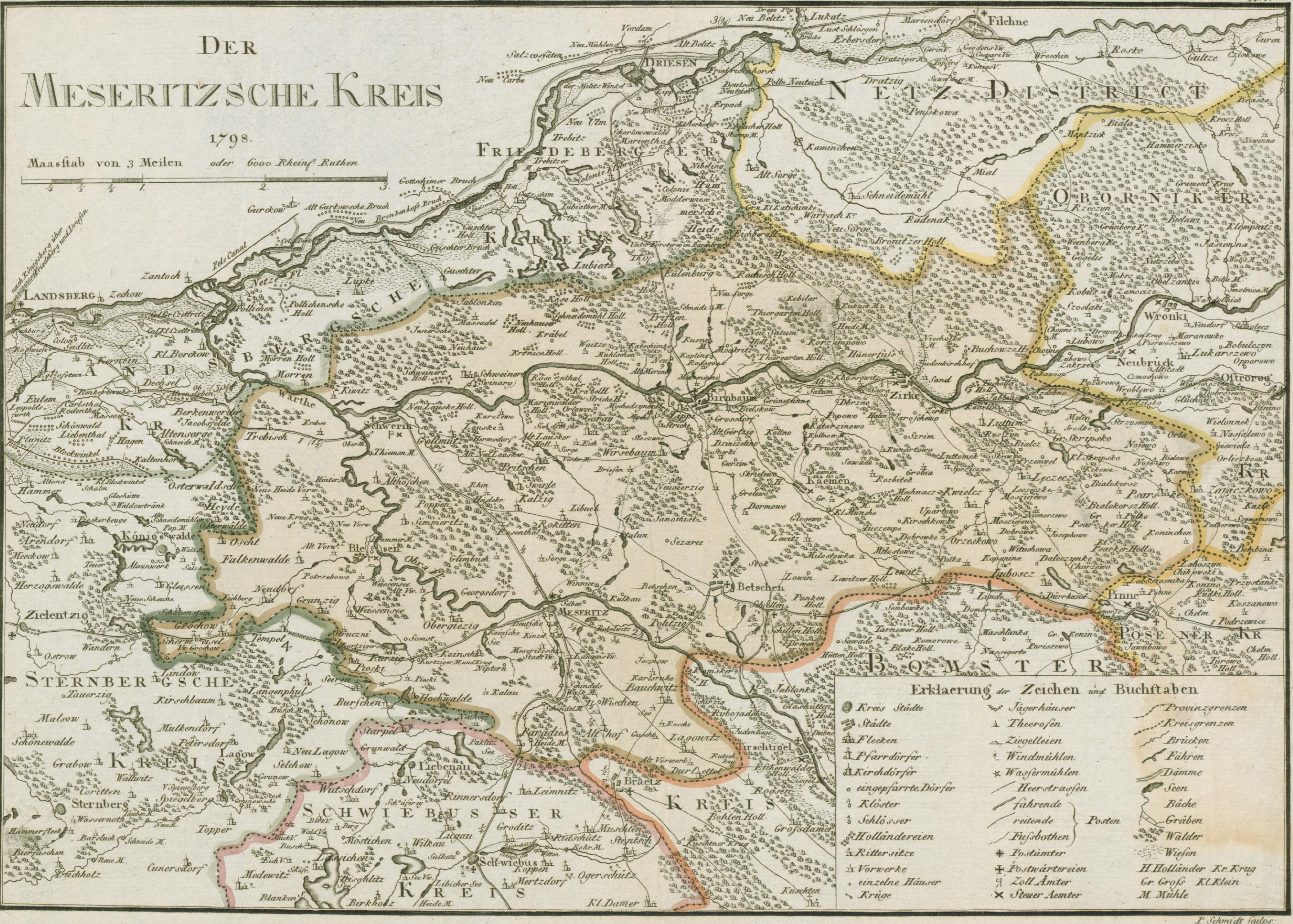
Der Kreis Meseritz in Südpreußen

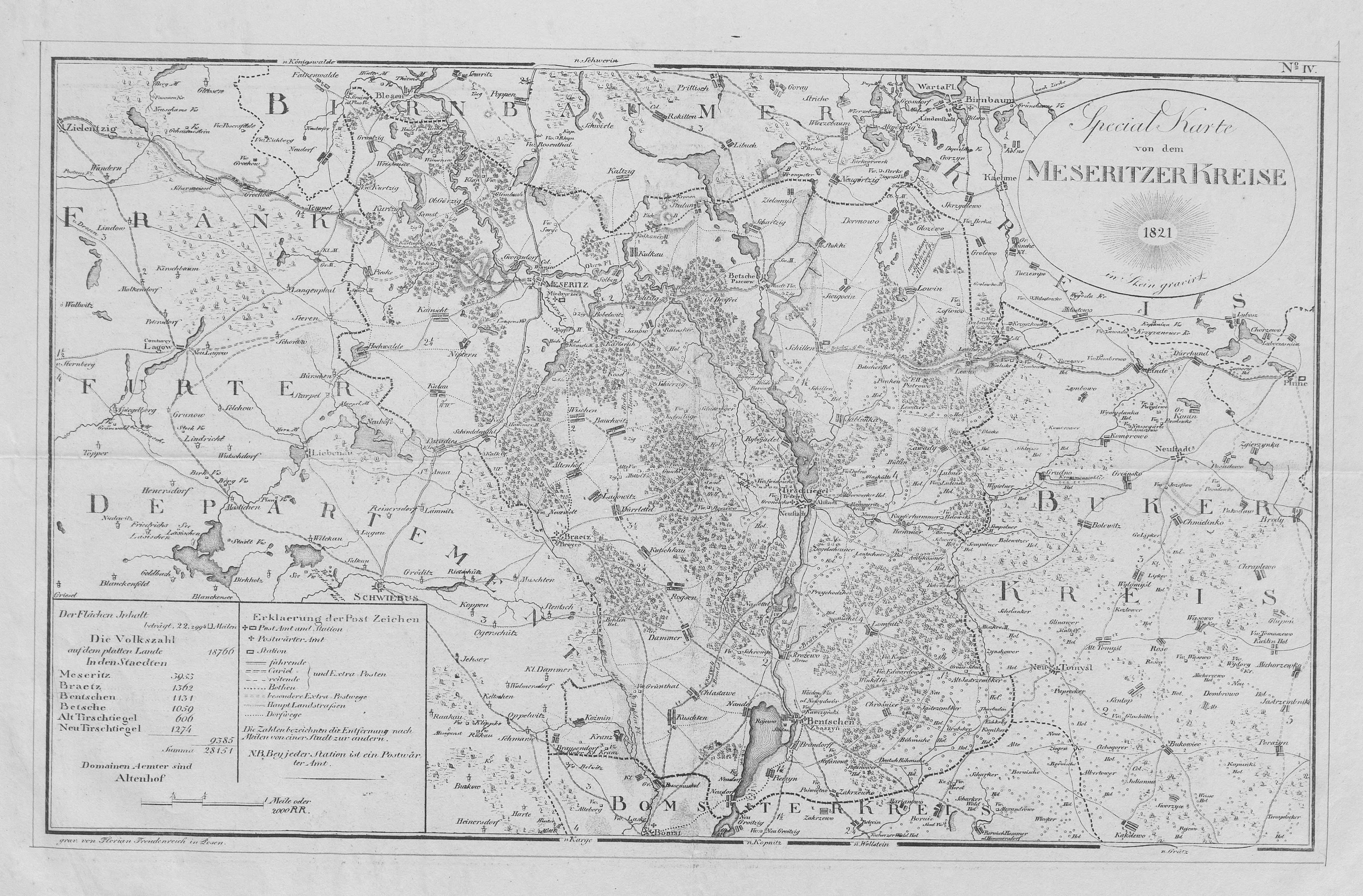
Der Kreis Meseritz in den Grenzen von 1818 bis 1920

Verwaltungsgliederung der Provinz Grenzmark Posen-Westpreußen (1922–1938)

Der preußische Kreis Meseritz bestand in unterschiedlichen Abgrenzungen von 1793 bis 1807 in der preußischen Provinz Südpreußen, von 1815 bis 1920 in der Provinz Posen, von 1920 bis 1938 in der Grenzmark Posen-Westpreußen und von 1938 bis 1945 in der Provinz Brandenburg. Sein ehemaliges Gebiet gehört heute im Wesentlichen zum Powiat Międzyrzecki in der polnischen Woiwodschaft Lebus.

## Verwaltungsgeschichte

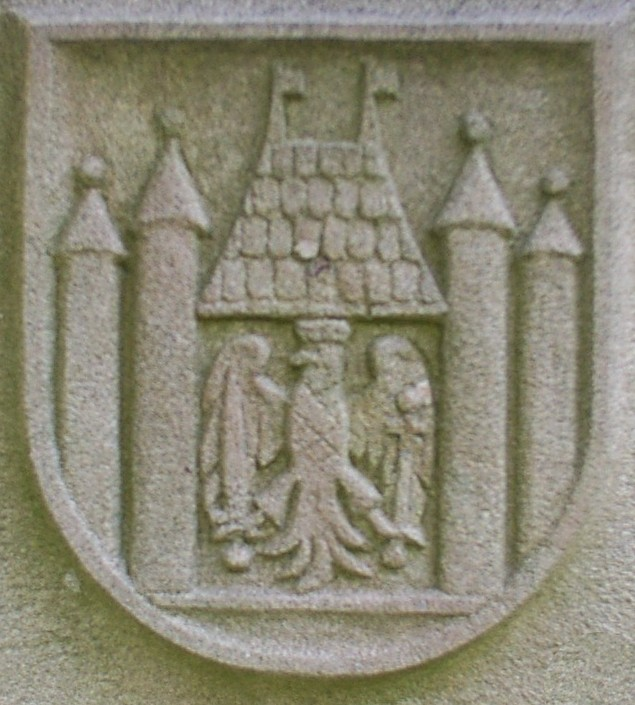
Wappen des Kreises Meseritz

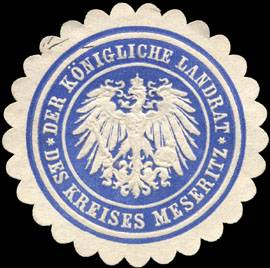
Siegelmarke Der Königliche Landrat des Kreises Meseritz

Das Gebiet um die großpolnische Stadt Meseritz gehörte nach der Zweiten Teilung Polens von 1793 bis 1807 zum Kreis Meseritz in der Provinz Südpreußen. Durch den Frieden von Tilsit kam der Kreis Fraustadt 1807 zum Herzogtum Warschau. Nach dem Wiener Kongress fiel der Kreis am 15. Mai 1815 erneut an Preußen und wurde Teil des Regierungsbezirks Posen der Provinz Posen.
Im Rahmen der preußischen Verwaltungsreformen nach dem Wiener Kongress wurde der Kreis Meseritz zum 1. Januar 1818 neu abgegrenzt. Aus seinem Nordteil wurde der neue Kreis Birnbaum gebildet, während er im Süden das Gebiet um die Städte Bentschen, Brätz und Tirschtiegel vom Kreis Bomst dazu erhielt. Das Landratsamt befand sich in der Kreisstadt Meseritz.
Seit dem 1. Juli 1867 gehörte der Kreis zum Norddeutschen Bund und ab dem 1. Januar 1871 zum Deutschen Reich. Nach dem Zerfall der Provinz Posen wurde am 20. November 1919 der Kreis Meseritz der neuen Regierungsstelle in Schneidemühl im Verwaltungsbezirk Grenzmark Westpreußen-Posen unterstellt. Mit dem Inkrafttreten des Versailler Vertrages wurde am 10. Januar 1920 der östliche Teil des Kreises Meseritz an Polen abgetreten. Ab 11. Januar 1921 trug der Verwaltungsbezirk Grenzmark Westpreußen-Posen die Bezeichnung „Grenzmark Posen-Westpreußen“. Am 1. Juli 1922 trat der Kreis Meseritz zur neuen preußischen Provinz Grenzmark Posen-Westpreußen und ab 1. August 1922 zum neu gebildeten Regierungsbezirk Schneidemühl.
Zum 1. Oktober 1938 wechselte der Kreis Meseritz nach der Auflösung der Provinz Grenzmark Posen-Westpreußen in den Regierungsbezirk Frankfurt der Provinz Brandenburg. Im Frühjahr 1945 wurde das Kreisgebiet durch die Rote Armee besetzt und danach Teil Polens. Der heutige Powiat Międzyrzecki hat etwa den gleichen Zuschnitt.

## Einwohnerentwicklung
| Jahr | Einwohner | Quelle |
| ---- | --------- | ------ |
| 1816 | 25.453    | [ 2 ]  |
| 1871 | 46.002    | [ 3 ]  |
| 1890 | 49.458    | [ 4 ]  |
| 1900 | 49.822    | [ 4 ]  |
| 1910 | 53.306    | [ 4 ]  |
|      |           |        |
| 1925 | 32.852    | [ 4 ]  |
| 1933 | 33.807    | [ 4 ]  |
| 1939 | 35.155    | [ 4 ]  |

Unter den 32.852 Einwohnern im Jahre 1925 waren 19.164 evangelischer Konfession, 13.056 Katholiken und 251 Juden.

## Politik

### Landräte
- 1793–1806 Carl Adam von Mielecki[6]
- 1818–1820 von Kurnatowski[7]
- 1820–1827 Serafin von Zychlinski
- 1827–1831 Wilhelm von Zychlinski[8]
- 1831–1851 Wilhelm von Zychlinski(1789–1860)
- 1851–1861 Karl August Wilhelm Schneider
- 1861–1873 Adalbert von Flottwell (1829–1909)
- 1873–1876 Otto von Hinckeldey
- 1876–1881 Stephan von Dziembowski-Bomst (1828–1900)
- 1881–1894 Zwicker[9]
- 1894–1895 Paul von Roëll (1850–1917), Mitbegründer der Deutschen Adelsgenossenschaft und des Deutschen Adelsblatt
- 1895–1903 Paul Blomeyer (1860–1918)
- 1904–1914 Max Kley
- 1914–1933 Hans von Meibom (1879–1960)
- 1933–1936 Otto Merker
- 1936–1941 Paul Iden
- 1941–9999 Erich Daluege (1889–1959)

### Wahlen
Der Kreis Meseritz bildete zusammen mit dem Kreis Bomst den Reichstagswahlkreis Posen 3. Bei den Reichstagswahlen zwischen 1871 und 1912 wurden die folgenden Abgeordneten gewählt:
- 1871 Hans Wilhelm von Unruhe-Bomst, Freikonservative Partei
- 1874 Hans Wilhelm von Unruhe-Bomst, Freikonservative Partei
- 1877 Hans Wilhelm von Unruhe-Bomst, Freikonservative Partei
- 1878 Hans Wilhelm von Unruhe-Bomst, Freikonservative Partei
- 1881 Hans Wilhelm von Unruhe-Bomst, Freikonservative Partei
- 1884 Hans Wilhelm von Unruhe-Bomst, Freikonservative Partei
- 1887 Hans Wilhelm von Unruhe-Bomst, Freikonservative Partei
- 1890 Hans Wilhelm von Unruhe-Bomst, Freikonservative Partei
- 1893 Hans Wilhelm von Unruhe-Bomst, Freikonservative Partei
- 1898 Stephan von Dziembowski-Bomst, Freikonservative Partei
- 1903 Hans Otto von Gersdorff, Deutschkonservative Partei
- 1907 Hans Otto von Gersdorff, Deutschkonservative Partei
- 1912 Kuno von Westarp, Deutschkonservative Partei

## Kommunale Gliederung und Kommunalverfassung
Der Kreis Meseritz gliederte sich zuletzt in die vier Städte Betsche, Brätz, Meseritz und Tirschtiegel sowie 44 weitere Gemeinden. Die Landgemeinden und bis 1928 die selbstständigen Gutsbezirke waren anfangs in (kleineren) Woytbezirken (polnisch „wójt“ = deutsch „Vogt“) und später in (größeren) Polizeidistrikten zusammengefasst.
Am 1. Juli 1922 wurde anstelle der Posener Kreisordnung  die Kreisordnung für die Provinzen Ost- und Westpreußen, Brandenburg, Pommern, Schlesien und Sachsen vom 19. März 1881 eingeführt. Hinsichtlich der Gliederung in Polizeidistrikte gab es keine Änderungen. Mit Einführung des preußischen Gemeindeverfassungsgesetzes vom 15. Dezember 1933 sowie der Deutschen Gemeindeordnung vom 30. Januar 1935 wurde zum 1. April 1935 das Führerprinzip auf Gemeindeebene durchgesetzt.

## Persönlichkeiten
- Hubertus Wandel (1926–2019), Architekt
- Emil Zillmann (1870–1937), Architekt
- Georg Zillmann (1871–1958), Architekt

Die Cousins Georg und Emil Zillmann wurden in Meseritz geboren. Sie unterhielten in Berlin-Charlottenburg ein Architekturbüro. Der Schwerpunkt ihrer Bautätigkeit lag in Oberschlesien.

## Städte und Gemeinden

### 1920 zu Polen
Die folgenden Gemeinden lagen im Ostteil des Kreises und fielen 1920 an Polen:
| - Alt Jablonke - Altvorwerk - Amtskaßner - Bentschen, Stadt - Brandorf - Deutsch Böhmisch - Deutschhöhe - Dormowo - Friedenau - Friedenhorst | - Glashütte - Glozewo - Grubske - Hüttenhauland - Kreuzwehr - Kroschnitz - Kunik - Kupferhammer - Lewitz - Lewitz Hauland | - Lomnitz - Lowin - Lubenhauland - Nandel - Neu Jablonke - Neu Schilln - Petershag - Pierschin - Polnisch Böhmisch - Punken | - Sawade - Schilln - Schwichotschin - Stefanowo - Stefanowo Hauland - Stocki - Strese - Weidenvorwerk - Zakrzewko - Ziegelscheune |

### Stand 1936
Mitte der 1930er Jahre war der Kreis Meseritz in die folgenden Städte und Gemeinden gegliedert:
| - Altenhof - Bauchwitz - Betsche, Stadt - Birkenhorst - Bobelwitz - Brätz, Stadt - Brausendorf - Dürrlettel - Eschenwalde - Georgsdorf - Groß Dammer - Grunzig | - Hochwalde - Janau - Kainscht - Kalau - Klastawe - Koschmin - Kranz - Kulkau - Kupfermühle - Kurzig - Kuschten - Kutschkau | - Lagowitz - Meseritz, Stadt - Naßlettel - Neu Bentschen - Nipter - Ober Görzig - Panwitz - Paradies - Pieske - Politzig - Reinzig - Rogsen | - Rybojadel - Scharzig - Schierzig - Schierzighauland - Schindelmühl - Schloß Neudorf - Solben - Stalun - Tirschtiegel, Stadt - Weißensee - Wischen - Zielomischel |

### Namensänderungen
1937 erhielten folgende Gemeinden neue deutsche Namen:
- Rybojadel → Hoffmannstal
- Stalun → Schönfelde (Grenzmark)
- Zielomischel → Wilhelmstal (Grenzmark)